# 水平歩道

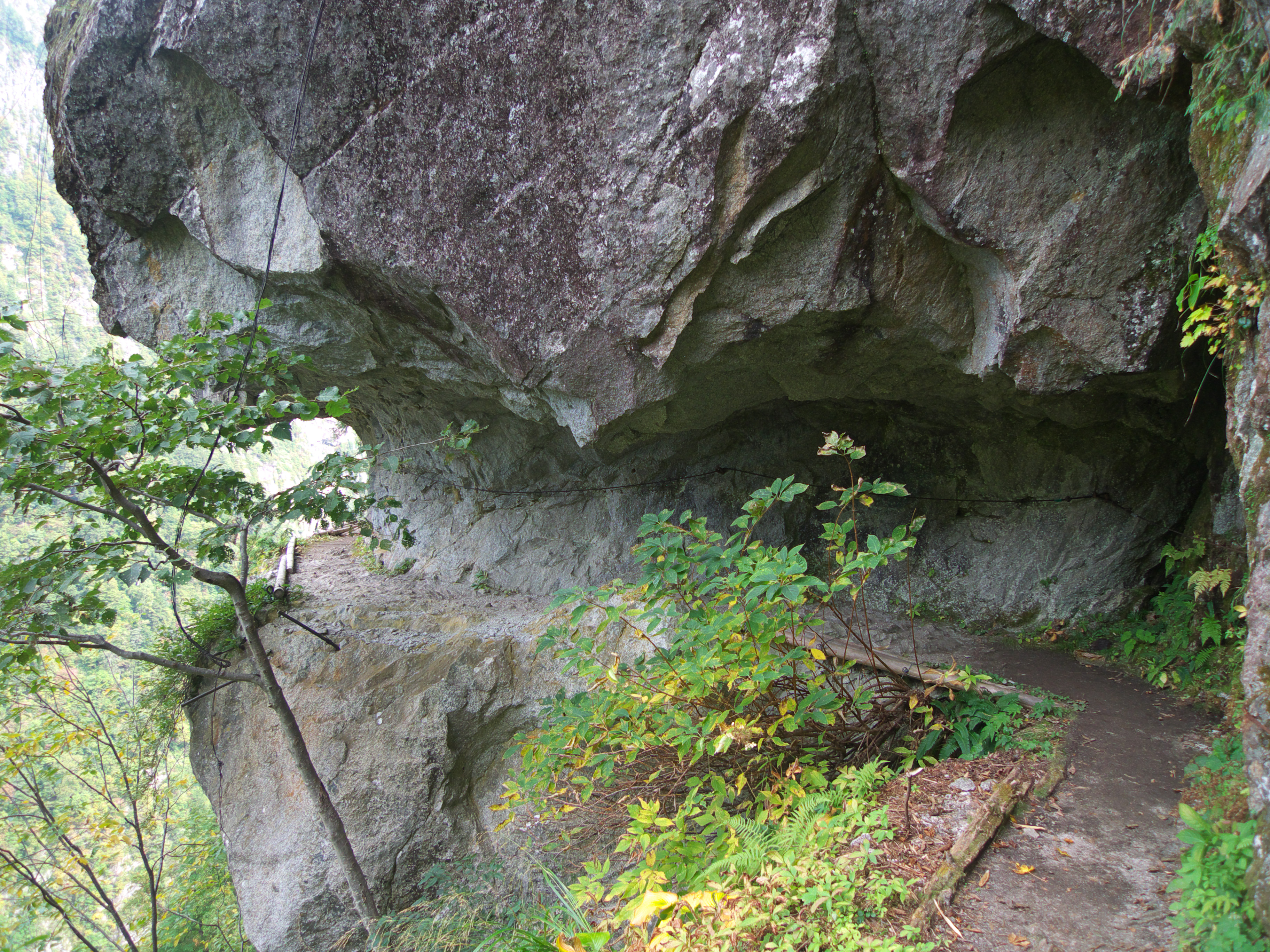
水平歩道「大太鼓」付近、岩壁をくり抜いて通された区間。左側にぶら下がっているワイヤーは、くりぬいた道ができる前、岩壁に打ち込んだ支点から丸太を吊り下げて桟道代わりにしていた名残である。

水平歩道（すいへいほどう）は、富山県黒部市の欅平から仙人谷まで、黒部川上流沿いに約 13 km にわたって延びる歩道。
仙人谷からさらに上流方面へ通じる日電歩道とともに、黒部峡谷の核心部「下廊下（下ノ廊下）」を通る登山道である。

## 解説

黒部峡谷鉄道宇奈月駅に設置されている水平歩道・日電歩道の案内板

道は黒部川の左岸に沿って、一部区間を除きほぼ同じ標高（約950 m）を保ったまま水平に延びている。鋭く切り立った黒部峡谷の断崖を「コ」の字形にくり抜いて作られた道であり、幅は狭いところで70 - 80 cmほど。
関西電力（関電）の黒部川第四発電所から延びる送電線の巡視路としても使われているため、道自体はよく整備されているが、途中には鉄製または丸太を組んで作った桟道もあり、また道が通っているのが川面から数百メートルの高さの絶壁上で、ひとたび転落すれば生命にも関わることから、俗に「黒部では怪我をしない」（落ちると怪我どころでは済まない、の意）と言われ、実際に転落事故がしばしば発生している。このため、登山道としては上級コースに区分される。危険箇所には山側に手すり代わりの太い針金やワイヤーが張られているが、谷側には転落防止の柵などは設けられていない。また、欅平から12 kmほどの場所にある山小屋「阿曽原温泉小屋」を除けばコース途中に避難所はなく、エスケープルートも存在しない。
毎年、初夏になって黒部峡谷に残る雪が消えてから整備を開始する。整備は関電が地元業者に委託して行われているが、その内容は雪崩などの被害があった箇所の補修のみにとどまっており、安全向上のための抜本的な対策は取られずにきている。
本歩道と並行して地下を走っている関西電力黒部専用鉄道の一般開放とあわせて、本歩道・日電歩道もより安全に通行できるように整備して黒部峡谷観光の目玉にすべきという意見も一部にあるが、具体的な動きにはなっていない。

## 歴史
富山で設立された東洋アルミナムが、多くの電気を必要とするアルミニウム精錬のため水力発電用ダムを自前で建設することを計画し、その調査を目的として1920年（大正9年）に開通させたものである。
勾配が急で流量も多い黒部川水系は電源開発に適しており、当時の開発景気に沸いていた各社はこぞって黒部川における水利権を得ようとしていた。そういった中、日本で最初のアルミ精錬事業を計画した塩原又策と高峰譲吉は、逓信省の技師であった山田胖を引き抜き、会社設立に当たらせた。桃原（現宇奈月温泉）から柳河原までは富山水力、柳河原から欅平手前の猿飛までは三井鉱山（現日本コークス工業）がすでに権利を出願済みであったため、山田は競合を避けてさらに上流の欅平から平の小屋までの権利を出願した。水平歩道開設にはこのような背景がある。
その後政府の斡旋により、柳河原から猿飛までの水利権が東洋アルミナムに与えられた。同社は宇奈月を拠点に、欅平から上流の十字峡までの調査計画を立てるが、その後事業の行き詰まりにより1922年に電力事業を日本電力（日電）に譲渡、1928年には会社自体が日電に吸収された。開発計画を引き継いだ日電は、その後水平歩道を延伸する形で、仙人谷からさらに上流へ延びる日電歩道を開いている。
黒部川水系の電力施設は、その後日電から日本発送電を経て、第二次世界大戦後の1951年（昭和26年）に関電の管轄となる。1963年に黒部ダムが建設された際、中部山岳国立公園内である現地にダムを設置する条件として、日電歩道および水平歩道を一般登山者向けに維持・補修することが厚生省（当時）より関電に対して義務づけられた。これにより、関電は毎年数千万円の費用をかけて両歩道の整備を行っている。

## コース概要

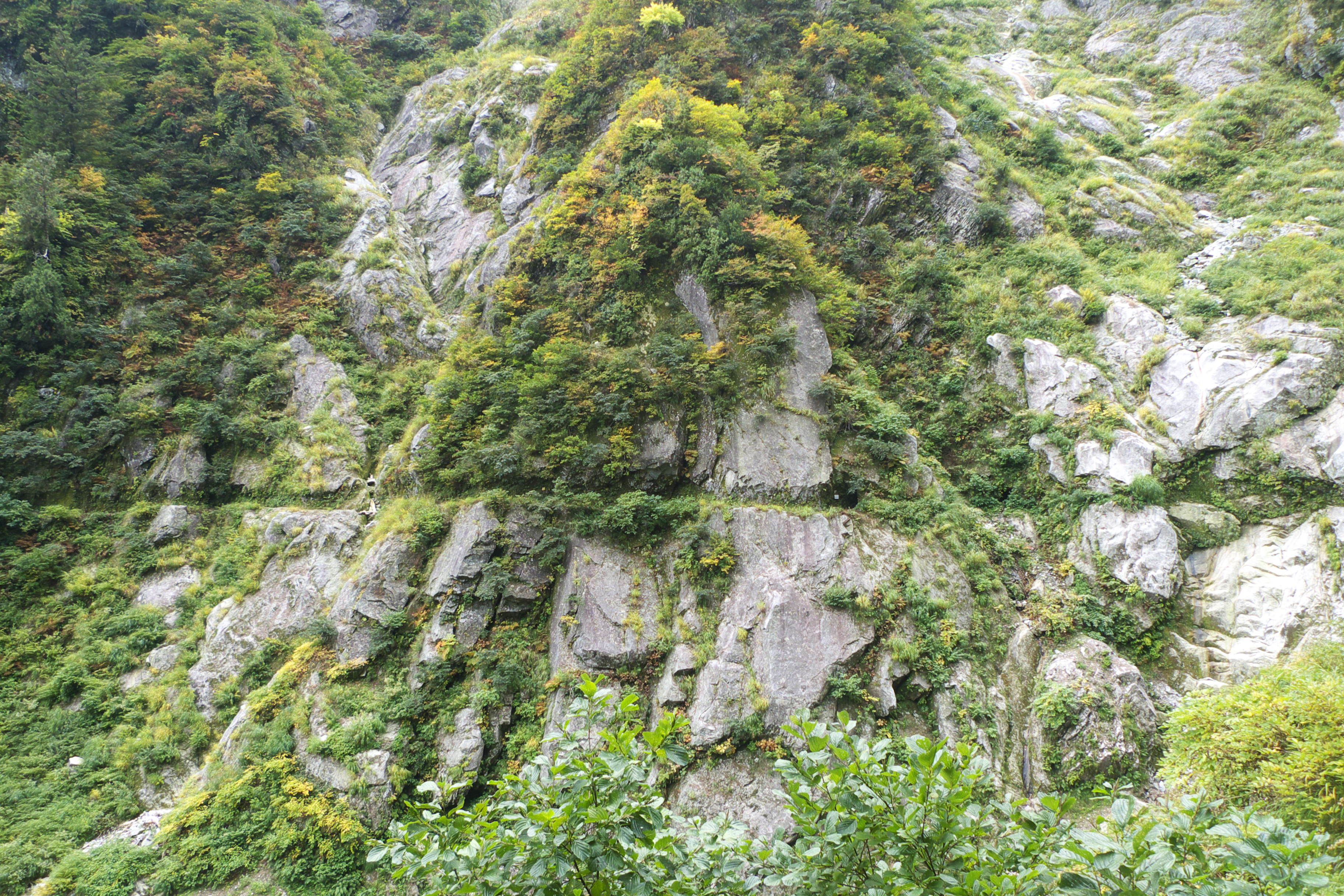
志合谷付近より谷を挟んだ対岸を望む。岩壁に沿って道が水平に付いている。写真中央のやや右にトンネルの入口が見える。

登山道は黒部峡谷鉄道欅平駅から始まる。駅前の広場を出発してすぐ「しじみ坂」と呼ばれる急な登りとなり、標高差 350 mほどを一気に上がる。稜線上に出てさらにしばらく登ると、送電線の鉄塔が道の脇に立っている場所に出る。周辺は広場になっており、付近に「水平歩道始・終点」の標識がある。ここからはほぼ平坦な道となる。
道は谷に出会うたびに地形に沿って内側へ蛇行するため長く感じられる。谷の向こう側には奥鐘山の岩壁が間近に見える。途中には雪崩や鉄砲水を避けるためのトンネルが数か所あるが、志合谷に掘られているものは内部で半円形にカーブしているため真っ暗で、通過には懐中電灯などが必要となる。オリオ（折尾）谷では堰堤の中に設けられている通路を通る。志合谷とオリオ谷の間には「大太鼓」と呼ばれる展望ポイントがある。
前述のように道自体はよく整備されており、ワイヤーや針金なども付けられているが、足下には岩角や木の根が飛び出している箇所がある。また道幅が狭いため、阿曽原温泉小屋の元オーナー・原田義春は「岩にザックや体を当ててバランスを崩さないよう、終始緊張感を持って歩くように」とアドバイスしている。
再び送電線の鉄塔が現れる箇所から標高差にして 150 m ほど下っていくと、阿曽原谷の中にある山小屋・阿曽原温泉小屋に到着する。この小屋は水平歩道・日電歩道を通じてルート上にある唯一の山小屋である。
小屋からは再び急登になる。登りきったところを左に折れてトラバース道を進み、トンネルを抜けた先から急な下りになる。下りきったところに関電の人見平宿舎があり、この脇を進む。仙人谷ダムの管理施設の中へ入り、黒部専用鉄道の軌道を横切って通路を進み、管理施設の外に出るとダム堰堤に至る。かつては、堰堤への通路を通らずに専用鉄道の軌道脇を歩いて対岸に渡るように案内されていた時期もあった。
水平歩道は仙人谷ダムで終わりとなるが、ダム堰堤上を渡った先からは日電歩道が黒部ダムまで続いている。またダム堰堤のところからは仙人温泉方面への登山道（雲切新道）も分岐している。
ギャラリー
- 起点の欅平駅
- 「大太鼓」付近から見た奥鐘山西壁
- 歩道から見た阿曽原温泉小屋
- 終点の仙人谷ダム